# Jeronimas Kačinskas
 (avril 2019).
Si vous disposez d'ouvrages ou d'articles de référence ou si vous connaissez des sites web de qualité traitant du thème abordé ici, merci de compléter l'article en donnant les références utiles à sa vérifiabilité et en les liant à la section « Notes et références ».
Jeronimas Kačinskas (ou Kacinskas), né le 17 avril 1907 à Viduklė et mort le 15 septembre 2005 à Boston, est un compositeur américain d’origine lituanienne.

## Biographie
Il naît dans la famille d’un organiste d’église. Il étudie la musique au Conservatoire de Klaipėda puis au Conservatoire de Prague. Plus tard, il a enseigné au Conservatoire de Vilnius. Son Nonet est créé à Londres en 1938. Il épouse Elena Šlevaitė en 1941.  En 1944, ils s’échappent de la Lituanie en voyageant à travers la Pologne et l’Allemagne, où ils sont pris en charge par les troupes américaines.
Les époux Kačinskas s’installent aux États-Unis en 1949, Jeronimas Kačinskas devient organiste d’église et chef de chorale à Boston. De 1967 à 1986, il enseigne à la Berklee College of Music.
En 1991, Jeronimas Kačinskas reçoit le Prix national de la culture et de l'art de Lituanie.